# Gert Dültgen
Gert Dültgen (1 de Setembro de 1918 - 13 de Dezembro de 1943) foi um comandante de U-Boot que serviu na Kriegsmarine durante a Segunda Guerra Mundial.